# ISO 3166-2:SZ
Die Liste der ISO-3166-2-Codes für  Eswatini enthält die Codes für die vier Regionen in Eswatini.

Die Codes bestehen aus zwei Teilen, die durch einen Bindestrich voneinander getrennt sind. Der erste Teil gibt den Landescode gemäß ISO 3166-1 (für  Eswatini SZ), der zweite den Code für die Region wieder.
Die aktuellen Codes stehen auf der Seite der ISO unter #iso:code:3166:SZ zur Verfügung.

Regionen in Eswatini

Nach der offiziellen Umbenennung des Landes von „Swasiland“ zu „Eswatini“ wurde am 16. Juli 2018 in der ISO 3166 unter Beibehaltung des Codes der Name geändert. Diese Änderung wurde 4 Tage später in die DIN EN ISO 3166-1 übernommen.
Die Bezeichnung der Einheiten wurde am 26. November 2018 von District auf Region abgeändert.
| Region     | Code  |
| ---------- | ----- |
| Hhohho     | SZ-HH |
| Lubombo    | SZ-LU |
| Manzini    | SZ-MA |
| Shiselweni | SZ-SH |